# Роза (Алабама)
Роза (англ. Rosa) — місто (англ. town) в США, в окрузі Блаунт штату Алабама. Населення — 376 осіб (2020).

## Географія
Роза розташована за координатами 33°59′34″ пн. ш. 86°30′1″ зх. д. / 33.99278° пн. ш. 86.50028° зх. д. (33.992756, -86.500325).  За даними Бюро перепису населення США в 2010 році місто мало площу 9,77 км², з яких 9,76 км² — суходіл та 0,01 км² — водойми.

## Демографія
Згідно з переписом 2010 року, у місті мешкало 316 осіб у 120 домогосподарствах у складі 88 родин. Густота населення становила 32 особи/км².  Було 136 помешкань (14/км²).
Расовий склад населення:
| - 95,6 % — білих - 0,3 % — чорних або афроамериканців - 2,8 % — осіб інших рас |

До двох чи більше рас належало 1,3 %. Частка іспаномовних становила 4,4 % від усіх жителів.
За віковим діапазоном населення розподілялося таким чином: 23,1 % — особи молодші 18 років, 60,1 % — особи у віці 18—64 років, 16,8 % — особи у віці 65 років та старші. Медіана віку мешканця становила 40,7 року. На 100 осіб жіночої статі у місті припадало 89,2 чоловіків;  на 100 жінок у віці від 18 років та старших — 88,4 чоловіків також старших 18 років.
Середній дохід на одне домашнє господарство  становив 54 030 доларів США (медіана — 44 808), а середній дохід на одну сім'ю — 63 984 долари (медіана — 53 125). За межею бідності перебувало 11,4 % осіб, у тому числі 2,0 % дітей у віці до 18 років та 8,6 % осіб у віці 65 років та старших.
Цивільне працевлаштоване населення становило 160 осіб. Основні галузі зайнятості: транспорт — 15,0 %, виробництво — 14,4 %, освіта, охорона здоров'я та соціальна допомога — 11,3 %, будівництво — 10,0 %.